# کیم هه جونگ
کیم هه جونگ (کره‌ای: 김혜정؛ زادهٔ ۳ ژانویهٔ ۱۹۹۸) بدمینتون‌باز اهل کره جنوبی است.